# Dipturus tengu
Dipturus tengu es una especie de pez de la familia de los Rajidae en el orden de los Rajiformes.

## Morfología
Los machos pueden llegar a alcanzar los 100 cm de longitud total.

## Reproducción
Es ovíparo y las hembras ponen huevos envueltos en una cápsula córnea.

## Hábitat
Es un pez de mar y de aguas profundas que vive entre 45-165 m de profundidad.

## Alimentación
Come invertebrados y peces hueso. 

## Distribución geográfica
Se encuentra en el Océano Pacífico occidental: desde el Japón hasta el Mar de la China Oriental. También está presente en las Filipinas. 

## Observaciones
Es inofensivo para los humanos. 